# Il buio oltre la siepe (film)
Il buio oltre la siepe (To Kill a Mockingbird) è un film del 1962 diretto da Robert Mulligan, tratto dal romanzo omonimo di Harper Lee (1960).
Il film ha segnato l'esordio degli attori Mary Badham e Phillip Alford.
Vincitore di tre premi Oscar, venne inoltre presentato in concorso al 16º Festival di Cannes, dove vinse il Premio Gary Cooper.
Nel 1995 è stato scelto per la conservazione nel National Film Registry della Biblioteca del Congresso degli Stati Uniti.

## Trama
Alabama, 1932. L'avvocato Atticus Finch conduce una tranquilla esistenza nella cittadina di Maycomb, occupandosi dei suoi figli, Jem e Scout, con l'unico sostegno dell'affezionata domestica nera Calpurnia. I bimbi sono infatti orfani della madre, morta di infarto quando avevano rispettivamente 6 e 2 anni. La vita dei due bambini è divisa fra il gioco e la curiosità per i fatti della città, particolarmente per il loro vicino di casa, Arthur "Boo" Radley, un malato di mente che non sono mai riusciti a vedere e che vive da anni rinchiuso in quella che viene chiamata "la casa maledetta", cui i fratellini hanno spesso tentato di avvicinarsi. A loro si aggiunge Dill, un bimbo dalla bugia facile, che raggiunge la zia Stephanie ogni estate a Maycomb, rimanendovi tutta la stagione.

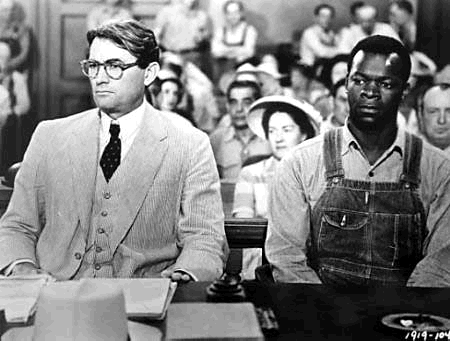
Atticus Finch (Gregory Peck) e Tom Robinson (Brock Peters) durante il processo

Un giorno il giudice Taylor si reca da Atticus affinché assuma la difesa di Tom Robinson, un giovane nero che è stato accusato dall'agricoltore Bob Ewell, noto alcolizzato, di avere violentato la figlia diciannovenne Mayella. Il giovane Robinson si è dichiarato innocente.
L'avvocato, con l'aiuto della sfrontatezza di Scout, riesce ad evitare il linciaggio dell'imputato da parte di un gruppo di cittadini animati dall'odio razziale e, durante il processo, riesce a dimostrare l'infondatezza dell'accusa. Tuttavia la giuria emette ugualmente un verdetto di colpevolezza. Robinson, piuttosto che attendere il ricorso in appello, tenta di evadere durante il trasferimento in prigione e viene ucciso da un secondino.
Bob Ewell, il vero responsabile delle violenze alla figlia, conscio di essere stato smascherato da Finch, giura di vendicarsi. A tarda sera, dopo una festa in onore dei prodotti agricoli della contea (coincidente con la festa di Halloween) assale Scout e Jem mentre tornano a casa attraverso il bosco; interviene però uno sconosciuto, che li difende uccidendo l'assalitore e riportando a casa Jem svenuto. L'uomo misterioso si rivela essere Boo, affezionatosi ai due bambini pur senza averli mai conosciuti direttamente. Lo sceriffo, dato che Boo non riuscirebbe a sopportare le cause derivanti dal suo gesto, decide di dichiarare la morte di Bob Ewell come un incidente, ossia il risultato della caduta accidentale sul proprio coltello.
Dopo aver ringraziato il suo salvatore, Scout lo riaccompagna a casa con la nuova consapevolezza del fatto che il buio e la "paura dell'altro" non la colpiscono più.

## Produzione

### Titolo
Il titolo originale To Kill a Mockingbird (Uccidere un usignolo) è lo stesso del libro e come in questo viene citato due volte anche nel film: quando Atticus spiega a Walt che quando era piccolo suo padre gli regalò un fucile e gli disse che poteva sparare contro qualsiasi volatile tranne che a un usignolo (che non dà fastidio a nessuno) e alla fine quando il presunto mostro "Boo" viene paragonato a un usignolo con riferimento alla sua timidezza. In realtà, la traduzione letterale di "mockingbird" è "tordo beffeggiatore", ma si è optato per un nome più familiare per il lettore italiano.
Il titolo italiano riprende quello della traduzione del romanzo e trova rispondenza, pur non letterale, in una frase che la voce narrante fuori campo di Scout adulta pronuncia poco prima dei titoli di coda, seppur solo nella versione italiana del film (la voce narrante fuori campo, nell'originale inglese, non fa menzione alcuna della siepe, né del buio).

### Cast
La scelta di Gregory Peck per il ruolo di Atticus Finch fu approvata da Harper Lee, autrice del romanzo, la quale aveva modellato il personaggio di Atticus sulla figura del proprio padre, descrivendolo come un uomo di saldi principi morali, amabile, tenero e affettuoso con i bambini, onesto e risoluto nella professione. Tuttavia le scelte iniziali caddero su Rock Hudson e James Stewart; quest'ultimo rifiutò la parte giudicando il film "too liberal" (troppo progressista).
Kim Stanley, attrice di teatro e di cinema, fu la voce narrante non accreditata del film, interpretando Jean Louise "Scout" Finch da adulta, la quale rievoca la vicenda vissuta durante la propria infanzia. L'attrice Mary Badham, interprete di Scout, è la sorella del regista John Badham. Rimase legata da stretta amicizia con Gregory Peck fino alla morte di lui, avvenuta nel 2003, continuando a chiamarlo familiarmente "Atticus", così come faceva Scout nel film.
Robert Duvall recitò nella parte del solitario incompreso Boo Radley. Per questa parte l'attore stette al riparo dai raggi solari per sei settimane.

## Premi e riconoscimenti
- 1963 - Premio Oscar
  - Miglior attore protagonista a Gregory Peck
  - Migliore sceneggiatura non originale a Horton Foote
  - Migliore scenografia a Alexander Golitzen, Henry Bumstead e Oliver Emert
  - Candidatura Miglior film a Alan J. Pakula
  - Candidatura Migliore regia a Robert Mulligan
  - Candidatura Miglior attrice non protagonista a Mary Badham
  - Candidatura Migliore fotografia a Russell Harlan
  - Candidatura Miglior colonna sonora a Elmer Bernstein
- 1963 - Golden Globe
  - Miglior attore in un film drammatico a Gregory Peck
  - Miglior film promotore di amicizia internazionale
  - Miglior colonna sonora a Elmer Bernstein
  - Candidatura Miglior film drammatico
  - Candidatura Migliore regia a Robert Mulligan
- 1964 - Premio BAFTA
  - Candidatura Miglior film
  - Candidatura Miglior attore straniero a Gregory Peck
- 1963 - Festival di Cannes
  - Premio Gary Cooper a Robert Mulligan
  - Candidatura Palma d'Oro a Robert Mulligan

- 1963 - David di Donatello
  - Miglior attore straniero a Gregory Peck
- 1963 - New York Film Critics Circle Award
  - Candidatura Miglior film
  - Candidatura Miglior sceneggiatura a Horton Foote
- 1963 - Eddie Award
  - Candidatura Miglior montaggio a Aaron Stell
- 1963 - DGA Award
  - Candidatura Miglior regia a Robert Mulligan
- 1963 - Laurel Award
  - Miglior film
  - Candidatura Miglior attore protagonista a Gregory Peck
  - Candidatura Miglior attrice non protagonista a Mary Badham
- 1999 - PGA Award
  - PGA Hall of Fame a Alan J. Pakula
- 1963 - WGA Award
  - Miglior sceneggiatura a Horton Foote
- 2003 - Online Film & Television Association
  - Miglior film

### AFI 100 Years
Secondo le liste dell'American Film Institute, che rendono elogio ai migliori film della storia degli Stati Uniti, Il buio oltre la siepe è inserito in 5 liste. 
Il film è inserito in 3 liste: 
- Nel 1998 l'American Film Institute l'ha inserito al trentaquattresimo posto della classifica dei migliori cento film statunitensi di tutti i tempi[4], mentre dieci anni dopo, nella lista aggiornata, scala fino al venticinquesimo posto. [5]
- Nel 2006 la pellicola è stata inserita nella lista dei cento film più commuoventi della storia, dove si piazza secondo e viene insignito della medaglia d'argento
- Nel 2008 uscirono le 10 liste sui migliori dieci film per genere, dove Il buio oltre la siepe è medaglia d'oro nella classifica dei drammi giudiziari

Altri contenuti del film (come canzoni, personaggi, colonne sonore e altro) vedono il film in due liste. Nella lista delle 25 migliori colonne sonore della storia il film è 17°, mentre Atticus Finch è medaglia d'oro degli eroi nella lista dei cinquanta eroi e cattivi della storia statunitense.